# Kissasaari (ö i Mellersta Finland, Joutsa, lat 61,93, long 26,05)
Kissasaari är en ö i Finland. Den ligger i sjön Rutajärvi och i kommunen Joutsa i den ekonomiska regionen  Joutsa ekonomiska region  och landskapet Mellersta Finland, i den södra delen av landet, 200 km norr om huvudstaden Helsingfors. Öns area är 0,4 hektar och dess största längd är 130 meter i sydväst-nordöstlig riktning.